# Stemodia peduncularis
Stemodia peduncularis är en grobladsväxtart som beskrevs av George Bentham. Stemodia peduncularis ingår i släktet Stemodia och familjen grobladsväxter. Inga underarter finns listade i Catalogue of Life.